# South East Wales
South East Wales er en løst definerede reionger i Wales, der generelt svarer til grevskaberne Mid Glamorgan, South Glamorgan og Gwent. Området er meget bebygget, og inkluderer byerne Cardiff og Newport samt større byer i South Wales Valleys.
Betegnelsen South East Wales bruges flere forskellige steder, heriblandt af Den walisiske regering.
Til statistik er regionen opdelt i de ti lokalområder Vale of Glamorgan, Rhondda Cynon Taf, Merthyr Tydfil, Caerphilly, Cardiff, Newport, Blaenau Gwent, Torfaen, Monmouthshire og Bridgend.